# Бойова нагорода

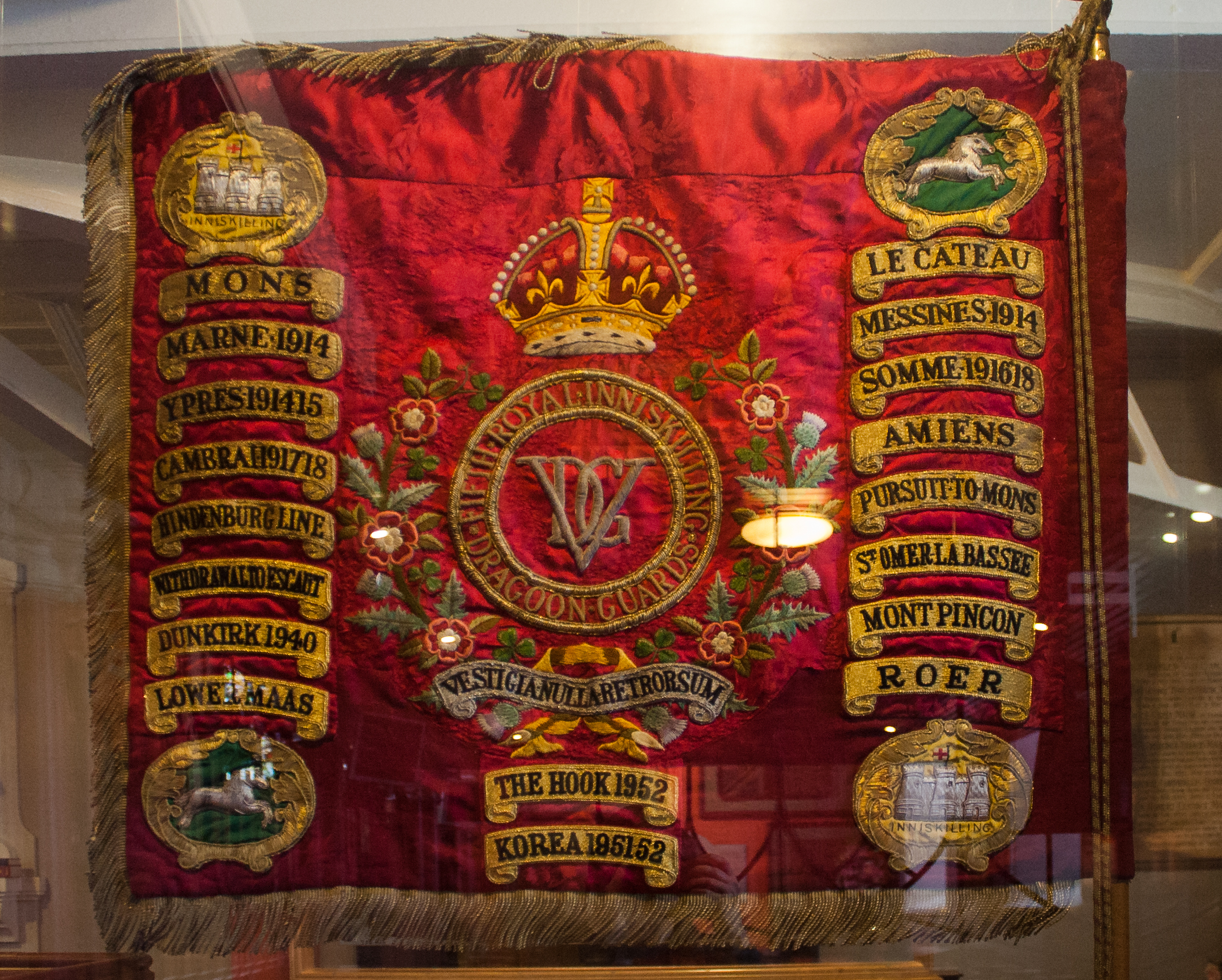
Полкове знамено 5-й королівський гвардійський драгунський полк «Інніскіллін», яке відображає його бойові нагороди.

Бойова нагорода або бойова відзнака (англ. battle honour, фр. Honneur de bataille) — це нагорода для військового підрозділу у вигляді права звеличення назви битви або операції на своїх прапорах ("кольорах"), однострої або інших аксесуарах, де можливе використання орнаментів.
У європейській військовій традиції, військові підрозділи можуть бути відзначені за їхні досягнення в конкретних операціях певної військової кампанії. У Великій Британії і країнах Співдружності, які поділяють спільну військову спадщину з британцями, бойові нагороди надаються окремим військовим частинам, як офіційне визнання за їхні досягнення в конкретних війнах або операціях певних військових кампаній. Ці почесті, зазвичай, мають форму місця і дати (наприклад, "Камбре 1917").
Відзнака театру (англ. Theatre honours), тип визнання у британській традиції, який тісно пов'язаний із бойовими нагородами і був запроваджений для відзначення підрозділів, які сумлінно виконували завдання під час кампанії, але не брали участі у конкретних битвах, за які надавались бойові відзнаки. Відзнаки театру могли бути перераховані і показані на полковій власності, але не красуватися на знаменах.
Оскільки бойові нагороди в основному нанесені на знаменах, артилерійські підрозділи, які не мають знамен у британській військовій традиції, натомість, нагороджувались Почесними найменуваннями. Ці почесні найменування було дозволено використовувати як офіційну номенклатурну назву, наприклад, 13 польовий полк (Чушул).
Схожі почесті такого ж змісту включають відзнаки частинам.
Бойові нагороди, нагороди театрів, почесні найменування і подібне до них утворює частину широкого спектра відзнак, які слугують для розрізнення військових частин одна від одної.

## Зовнішні посилання
- Canada's Battle Honours, Legion Magazine
- Canadian Army Battle Honours [Архівовано 6 листопада 2016 у Wayback Machine.]
- Battle Honours of the Royal Canadian Armoured Corps [Архівовано 3 жовтня 2016 у Wayback Machine.]
- Battle Honours of the Royal Canadian Infantry Corps [Архівовано 1 листопада 2016 у Wayback Machine.]
- Battle Honours of the Royal Navy, 1939–1945 [Архівовано 12 листопада 2016 у Wayback Machine.]